# Обелиск спомен обележје поводом 500 година од помена имена села Бежанија
Обелиск спомен обележје поводом 500 година од помена имена села Бежанија налази се на кружном току, на углу Војвођанске, Сурчинске, Виноградске и улице др Ивана Рибара, у насељу Бежанија, на Новом Београду. Подигнут је 2012. године.

## Историја Бежаније
Бежанија се први пут помиње у Крушевском поменику, из манастира Добрун крај Вишеграда, где се наводи да је у селу 1512. настањено 32 домаћинства. У 17. и 18. веку, епидемије, глад и турски походи у таласима су пустошили ово подручје, али су га стално попуњавали досељеници, бегунци од Османлија из крајева јужно од Саве и Дунава. Име насеља вероватно потиче од ови људи који су спас од зулума и турских завојевача потражили у подножју побрђа недалеко од Београда, а у знак сећања на бекство из старог завичаја. Посебно занимљиво за Србе ово подручје постаје од 1690. године, у време велике сеобе, и поново се насељава Србима. Хабзбуршки двор је насеље прикључио Војној граници у циљу одбране од Турака. 1810. године било према попису 115 углавном српских домаћинстава. Ради ограничавања њиховог броја, аустријске власти су до половине 19. века овде доселиле велики број немачких колониста. Са тако измешаним становништвом ово село закорачило је и у 20. век.
Бежанија је све до 1955. године била општина а данас је месна заједница у општини Нови Београд. Обухвата несрушене делове старе Бежаније и насеље на Бежанијској коси, где су Бежанинци саградили своје куће после рушења Бежаније.

## Удружење "Стара Бежанија"
Удружење "Стара Бежанија" је основано 2005. године, са циљем да обезбеде Бежанији достојанствен живот и отргну од заборава бежанијску историју која је стара преко 500 година.
У оквиру својих делатности организују и прославу месне славе Духови, са свечаном литијом, Свечане академије, прославе Дана ослобођења, изложбе, пасуљијаду итд. Између осталог издали су и Монографију "Бежанија у слици и речи", и иницирали, организовали и финансирали постављање Спомен обележја - обелиска.

## Постављање Спомен обележја
Удружење "Стара Бежанија" је обезбедило све потребне сагласности и подршке општине Нови Београд и Града Београда, пројектну документацију (Идеја и цртеж за обелиск: Проф. Др. Петар Јовановић-Бајин, Идејни пројекат Комплекса Спомен обележја: Магистар Арх. Светлан Лекић), измештање билборда, организацију извођења радова. Неколико фирми које је учествовало у постављању обелиска извршило је своје радове бесплатно: “Реса Градња” - припремни радови, "Радовановићи-Калке" су направили и поклонили стубиће и ланце, Ј.П. Градско зеленило је бесплатно извело радове, Фирма “Алмакватро” изместила је билборд и дала да се прослава огласи на њему бесплатно, Ј.П. Јавно осветљење је бесплатно извело радове, “Минел Шредер” донирао фарове.  

## Изглед и карактеристике Спомен обележја
Спомен обележје је открио угледни Бежанинац Слободан Кокотовић-Бели. Спомен обележје је у облику обелиска - пирамиде, висине 5 метара, на постаменту димензија 1,2 x 1,2 м, око кога су четири рефлектора. Сваки сантиметар обелиска представља годину дана постојања Бежаније.